# Херцог, Зеэв
Зеэв Херцог (род. 1941) — израильский археолог, профессор археологии на факультете археологии и древних культур Ближнего Востока в Тель-Авивском университете, с 2005 года директор Археологического института Сони и Марко Надлеров. Специализируется в социальной археологии, древней архитектуре и полевой археологии.
Занимался исследованием вопроса о реконструкции Первого храма. Участвовал в раскопках древних поселений, существовавших на месте современных Тель Хацора, Мегиддо, Арада и Беэр-Шевы (Тель Беэр-Шева). Позднее руководил рядом раскопок.
Является одним из наиболее активных сторонников точки зрения, что «библейская археология больше не является руководящей парадигмой в археологии, и что археология стала независимой дисциплиной со своими собственными заключениями и наблюдениями, которые, фактически, представляют нам реальность древнего Израиля совершенно не так, как это описано в библейских рассказах».
В 1999 году статья Херцога в еженедельнике «Гаарец», анонсированная на его обложке, под названием «Деконструкция стен Иерихона», вызвала широкий общественный интерес и споры. В статье Херцог утверждал, что «израильтяне никогда не были в Египте, не странствовали по пустыне, не завоёвывали страну в ходе военной кампании и не стали предком 12 колен израилевых. Вероятно, труднее будет смириться с тем фактом, что единая монархия Давида и Соломона, которую Библия описывает как влиятельную региональную силу, была всего лишь небольшим племенным царством. И неприятным шоком для многих окажется то, что Бог Израиля, Иегова, имел супругу женского пола, и что ранняя израильская религия приняла монотеизм лишь на закате монархии, а вовсе не на горе Синай». Название «Израиль» упоминается в одном египетском документе периода фараона Мернептаха, датируемом 1208 годом до н. э.: «Разграблен Ханаан со всеми злодеяниями, взят Ашкелон, захвачен Гезер, Йеноам (Yenoam). Израиль опустошён, его семени нет». Tермин «Израиль» был дан одной из групп населения, которые проживали в Ханаане к концу позднего бронзового века, по-видимому, в центральной части холма, в районе, где позднее будет создано Королевство Израиль.
Херцог — соавтор статьи «Был ли обнаружен дворец царя Давида в Иерусалиме?» (Israel Finkelstein, Ze’ev Herzog, Lily Singer-Avitz and David Ussishkin. 2007), где подвергаются критике утверждения Эйлат Мазар, что она обнаружила в Иерусалиме дворец Давида.

## Избранный список публикаций
- Beer-Sheba II: The Early Iron Age Settlements (1984)
- Excavations at Tel Michal, Israel. (1989) ISBN 978-0-8166-1622-0
- Archaeology of the City: Urban Planning in Ancient Israel and Its Social Implications. (1997)[8] ISBN 978-965-440-006-0
- The Arad Fortresses 1997. [Hebrew].
- Redefining the centre: the emergence of state in Judah 2004